# L'Île aux trésors (série télévisée)
Pour les articles homonymes, voir L'Île au trésor (homonymie).
L'Île aux trésors est une série télévisée jeunesse québécois en 116 épisodes de 30 minutes en noir et blanc diffusée entre le 16 septembre 1954 et 1957 à la Télévision de Radio-Canada.

## Synopsis
« Dramatique théâtrale pour adolescents se voulant distractive et divertissante. Dans l’île déserte où il s’est retiré, le capitaine Hublot trouve parfois les jours longs malgré les distractions que lui procurent son perroquet, Balthazar, Zoé, sa girafle, Vol-au-vent, son éléphant; il a donc inventé un appareil magique « mirag-o-scope » grâce auquel il peut sonder l’histoire et en évoquer les grandes figures (tels Buffon, P.-E. Victor, un roi de France, Surcouf, Bannister, etc.).
En 1955-1956, le contenu semble changer; les enfants assistent plutôt à la dramatisation de légendes, interprétées par des comédiens, et parfois animées de ballets. »
Source : Les archives de Radio-Canada.
« Dans le pays imaginaire de Chocoslavie, Martin, le capitaine Hublot et la fée Nouki vivent maintes aventures sur la piste d’une île aux trésors. Pour atteindre leur but, les trois explorateurs doivent, entre autres obstacles, déjouer les embûches semées sur leur parcours par les pirates Tranche-Gorge et Koupmat. »
Source : Croteau, Jean-Yves et Véronneau, P. et al., Répertoire des séries, feuilletons et téléromans québécois de 1952 à 1992, Québec, 1993, Publications du Québec, page 185. Lire également: Michel Noël avait déjà été un autre capitaine, texte non signé, Échos-Vedettes, 20 juillet 1968, page 9. Article sur le capitaine Hublot et Michel Noël.

## Fiche technique
- Scénarisation : Bernard Letremble
- Réalisation : Jean-Louis Béland, Fernand Doré, Jacques Gauthier, Fernand Ippersiel, Jean-Robert Rémillard, Georges Savaria
- Effets sonores : Pierre Normandin
- Décors : Edmondo Chiodini

## Distribution et artisans
- Marc Cottel : le vicomte de Moulinet
- Rolland D'Amour : Buffalo Boom
- Maurice Dallaire
- Edgar Fruitier : Tranche-Gorge
- Marcel Giguère
- Françoise Graton : la fée Nouki
- Michel Noël : le capitaine Hublot
- Jean-Louis Paris : Œil-de-Soleil
- Anik Pauzé
- Gilles Pelletier : Martin
- Gérard Poirier : le roi de Chocoslavie
- Lionel Villeneuve : Koupmat
- Kim Yaroshevskaya : Pépita